# Todiramphus veneratus
El alción venerado (Todiramphus veneratus) es una especie de ave coraciforme de la familia Halcyonidae endémica de la Polinesia francesa. 

## Distribución y hábitat
Se encuentra confinado en los bosques de las islas de Tahití y Moorea.

## Descripción
El alción venerado tiene el plumaje de sus partes superiores de color verde azulado y el de las inferiores blanco. Su pico es negruzco.

## Comportamiento
El alción venerado practica la cría cooperativa. En época reproductiva suelen observarse grupos de tres aves juntas, una pareja reproductora y un juvenil que les ayuda en las tareas de cría, tanto a excavar el nido como en la alimentación de la nidada.